# Torre de Na Valora
La torre de Na Valora, és una torre gòtica del segle xiii que formava part del primitiu sistema defensiu de la vila d'Alcoi.

## Història

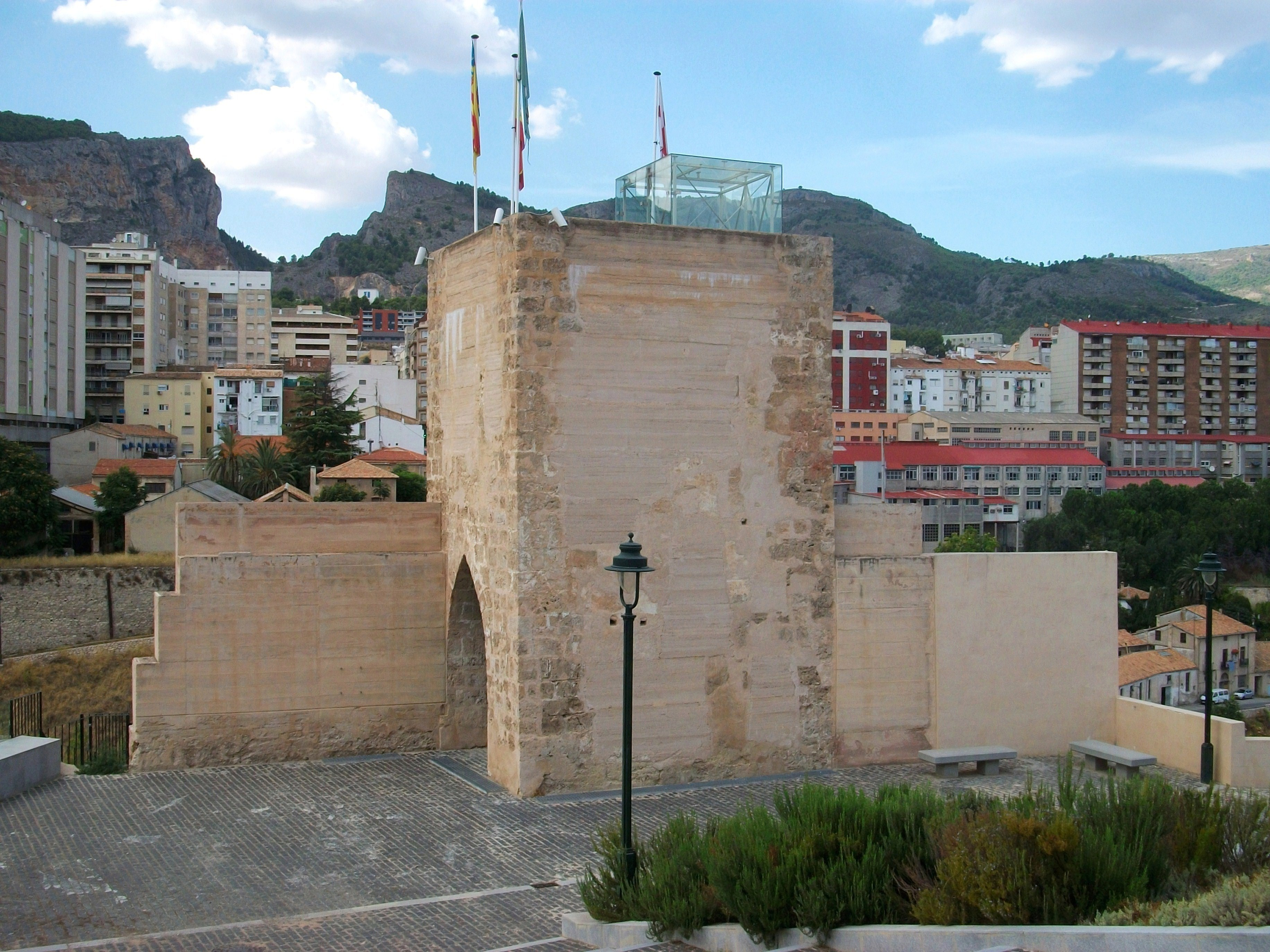
Vista de la torre

Va ser descoberta al novembre de 1987 en l'annex del carrer Verge Maria hui desaparegut conegut com el Carreró de les Comèdies conseqüència de l'enderrocament d'uns edificis confrontants. A l'aparéixer part de la seua fàbrica original l'arquitecte Josep Briet va paralitzar les obres immediatament.
Aquesta torre, identificada per P. Picher com la torre dels Calderers al segle xviii està construïda amb una tècnica mixta de tapial i cantonades de carreus tallats de roca travertina.
Amb una planta de 6.5 x 5.8 m. els seus murs tenen una grossària de 1.13 m. excepte el mur d'ingrés de 0.92 m. Construïda originàriament de dos plantes, la segona es trobava sobre un embigat a 5.45 m. de terra sent l'alçada total de la torre 10.2 m. aproximadament. El terrat amb merlets va ser cobert possiblement per una teulada inclinada direcció fora murs.
L'element principal de la torre el constituïx un arc apuntat perfecte de 4 m. d'altura i 2.5 d'amplada. Construïda entre els anys 1260 i 1275, no obstant el mur adjacent és posterior a l'atac granadí de 1304. Els estudis arqueològics realitzats demostren l'absència d'ocupament previ a la seua construcció.
Al segle xix es van realitzar diverses actuacions a l'edifici com la col·locació de clavegueram o la seua transformació en edifici de pisos de tres plantes.

## Obra Reial de la Conquesta
La Federació Valenciana de Municipis ha triat 10 edificis sufragats amb diners de la corona per a celebrar el 800 aniversari del naixement de Jaume I qualificant-los com a Obra Reial de la Conquesta. La torre Na Valora ha sigut triada com un d'aquests testimonis.